# Liste des ducs d'Alburquerque
Pour les articles homonymes, voir Albuquerque (homonymie).
Le titre de duc d’Alburquerque a été accordé par Henri IV de Castille par décret royal du 26 septembre 1464 à Beltrán de la Cueva. Ce titre est le deuxième à être reconnu en 1520 par Charles Quint comme Grand d’Espagne de première classe.
- Beltrán de la Cueva y Mercado (1464–1492) 1er duc d'Alburquerque ;
- Francisco I Fernández de la Cueva y Mendoza (1492–1526) 2e duc d'Alburquerque ;
- Beltrán II de la Cueva y Toledo (1526–1560) 3e duc d'Alburquerque ;
- Francisco II Fernández de la Cueva y Girón (en) (1560-1563) 4e duc d'Alburquerque ;
- Gabriel III de la Cueva y Girón (en) (1563–1571) 5e duc d'Alburquerque ;
- Beltrán III de la Cueva y Castilla (es) (1571–1612) 6e duc d'Alburquerque ;
- Francisco III Fernández de la Cueva y de la Cueva (1612–1637) 7e duc d'Alburquerque ;
- Francisco Fernández de la Cueva (1637–1676) 8e duc d'Alburquerque ;
- Melchior Fernández de la Cueva y Enríquez de Cabrera (1676–1686) 9e duc d'Alburquerque ;
- Francisco Fernández de la Cueva y de la Cueva (1686–1733) 10e duc d'Alburquerque ;
- Francisco Nicolás VI Fernández de la Cueva y de la Cerda (es) (1733–1757) 11e duc d'Alburquerque ;
- Pedro Miguel de la Cueva y Guzmán (es) (1757–1762) 12e duc d'Alburquerque ;
- Miguel José María de la Cueva y Enríquez de Navarra (es) (1762–1803) 13e duc d'Alburquerque ;
- José Miguel de la Cueva y de la Cerda (es) (1803–1811) 14e duc d’Alburquerque ;
- Nicolás Osorio y Zayas (es) (1830–1866) 15e duc d’Alburquerque (issu du 10e duc en lignée féminine) ;
- José Isidro Osorio y Silva-Bazán (es) (1866–1909) 16e duc d’Alburquerque ;
- Miguel Osorio y Martos (es) (1910–1942) 17e duc d’Alburquerque ;
- Beltrán Alfonso Osorio y Díez de Rivera (es) (1954–1994) 18e duc d’Alburquerque ;
- Juan Miguel Osorio y Bertrán de Lis (1994- ) 19e duc d’Alburquerque.